# Erica goatcheriana
Erica goatcheriana är en ljungväxtart som beskrevs av Harriet Margaret Louisa Bolus. Erica goatcheriana ingår i släktet klockljungssläktet, och familjen ljungväxter.

## Underarter
Arten delas in i följande underarter:
- E. g. drakensteinensis
- E. g. petrensis